# St. Georg (Delling)

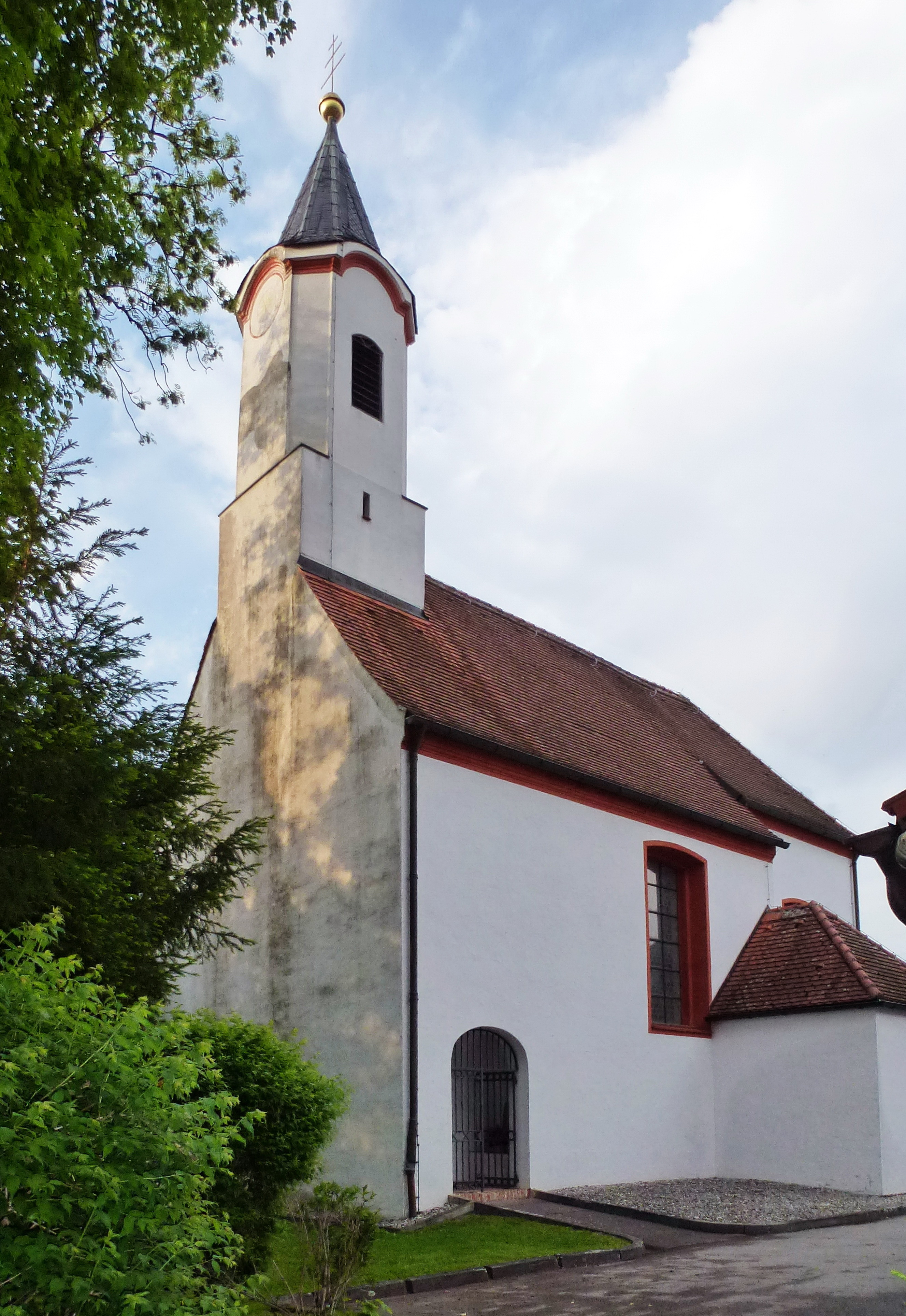
St. Georg in Delling

Die römisch-katholische Kapelle St. Georg steht in Delling, einem Landgut bei Seefeld im Landkreis Starnberg. Es befindet sich im Besitz der Stadt München. Das Bauwerk ist Baudenkmal unter der Nr. D-1-88-132-9 eingetragen. Die Pfarrei gehört zur Pfarreiengemeinschaft Seefeld/Wörthsee im Dekanat Starnberg des Bistums Augsburg.

## Beschreibung
Die Kapelle wurde 1774/75 anstelle eines Vorgängerbaus errichtet. Sie besteht aus einem quadratischen Zentralbau mit einer Vorhalle im Westen, einem eingezogenen Chor im Osten, einer Sakristei an der Südwand des Chors und einem Dachreiter, der sich über dem Giebel im Westen erhebt, dessen Obergeschoss mit abgeschrägten Ecken den Glockenstuhl beherbergt, und der mit einem spitzen Helm bedeckt ist. 
Die Innenräume des Zentralbaus und des Chors sind mit Hängekuppeln überspannt, der Innenraum der Vorhalle mit einem Tonnengewölbe. Der um 1775 gebaute Hochaltar und die Kanzel werden Franz Xaver Schmädl zugeschrieben.